# Metal pesado
Un metal pesado es un miembro de un grupo de elementos químicos no muy bien definido que exhibe propiedades metálicas. Se incluyen principalmente metales de transición, algunos semimetales, lantánidos y actínidos. 
Muchas definiciones diferentes han propuesto basarse en la densidad, otras en el número atómico o peso atómico, y algunas en sus propiedades químicas o de toxicidad. De esta forma, la definición de metal pesado referida al peso atómico, un metal pesado es un elemento químico comprendido entre 63.55 (Cu) y 200.59 (Hg); otra manera se refiere a los metales de densidad entre 4 g/cm³ hasta 7 g/cm³ y también hay otra clasificación referida al número atómico.
El término metal pesado es considerado como una "mala denominación" en un informe técnico de la IUPAC debido a su definición contradictoria y su falta de "bases de coherencia científica". Existe un término alternativo metal tóxico, para el cual tampoco existe consenso de su exacta definición. 
Como se discute luego, dependiendo del contexto, los metales pesados pueden incluir elementos livianos como el carbono y pueden excluir algunos de los metales más pesados. Los metales pesados se encuentran libres y de forma natural en algunos ecosistemas y pueden variar en su concentración. 
Sin embargo hay una serie de elementos que en alguna de sus formas pueden representar un serio problema medioambiental y es común referirse a ellos con el término genérico de "metales pesados". En la actualidad, existen fuentes antropogénicas de metales pesados, por ejemplo la contaminación, que los ha introducido en los ecosistemas. Por ejemplo los combustibles derivados de la basura (no orgánica) generalmente aportan estos metales, así que se debe considerar los metales pesados cuando se utilizan los residuos como combustible.
Los metales pesados tóxicos más conocidos son el mercurio, el plomo, el cadmio y el arsénico, y en raras ocasiones, algún no metal como el selenio. A veces también se habla de contaminación por metales pesados incluyendo otros elementos tóxicos más ligeros, como el berilio o el aluminio.

## Relación con los organismos vivos y alimentos
Los organismos vivos requieren diferentes cantidades de metales pesados. Los humanos requieren pequeñas cantidades de hierro, cobalto, cobre, manganeso, molibdeno, y zinc. Cantidades excesivas de ellos pueden dañar nuestro organismo. Otros metales pesados como mercurio, plutonio, y plomo son metales tóxicos que no tienen un efecto vital o beneficioso para el organismo, y su acumulación en el tiempo y en el cuerpo de los animales puede causar serias enfermedades, como por ejemplo  saturnismo o envenenamiento por mercurio. 
Algunos elementos que son normalmente tóxicos, para algunos organismos, bajo algunas condiciones pueden ser beneficiosos. Por ejemplo, el vanadio, el wolframio, incluso el cadmio.

## Metales pesados en el medio ambiente y en la salud
Las motivaciones para controlar las concentraciones de metales pesados en corrientes gaseosas son diversas. Algunos de ellos son peligrosos para el medio ambiente y la salud, por ejemplo  mercurio (Hg), cadmio (Cd), plomo (Pb) y cromo (Cr).
Otros causan corrosión, como zinc o plomo, o son malos por otros medios (por ejemplo el arsénico puede contaminar los catalizadores). 
En la Unión Europea los once elementos más importantes son arsénico, cadmio, cobalto, cromo, cobre, mercurio, manganeso, níquel, plomo, estaño y talio, de los cuales sus emisiones en incineradores están reguladas. Algunos de ellos son necesarios para los humanos en pequeñas proporciones tales como cobalto, cobre, cromo, manganeso y níquel, mientras otros son carcinogénicos o tóxicos, afectando, entre otros, al sistema nervioso central (manganeso, mercurio, plomo, arsénico), los riñones o el hígado (mercurio, plomo, cadmio, cobre) o la piel, los huesos, o dientes (níquel, cadmio, cobre, cromo).
La contaminación con metales pesados puede surgir de muchas fuentes, pero más comúnmente de la purificación de metales, por ejemplo, el smelting (proceso de extracción del metal de la piedra) extrae el metal de la piedra y del cobre para la preparación de combustible nuclear. La electrodeposición es la primera fuente de cromo y cadmio. Mediante la precipitación de estos compuestos o el intercambio de iones hacia los suelos y barros, los metales pesados se pueden localizar y quedar depositados. A diferencia de los contaminantes orgánicos, los metales pesados no decaen y presentan otros desafíos para remediarlos. Actualmente, se utilizan plantas (fitorremediación) y microorganismos para remover metales pesados, como el mercurio. Ciertas plantas que exhiben hiperacumulación pueden usarse para remover de los suelos estos metales por la concentración en biomateria.  En algunos diques de cola se utiliza vegetación que luego es incinerada para recuperar los metales pesados.
Uno de los mayores problemas asociados a la aparición de metales pesados es el potencial de bioacumulación y biomagnificación causando mayor exposición de estos metales a un organismo de la que podría encontrarse sola en el medio ambiente. Peces de alta mar (como Tetractenos glaber) y aves marinas (como Fratercula arctica) son controlados por la presencia de estos contaminantes. Los principales lugares en los que se encuentra bioacumulación son los estuarios o lugares con agua salobre, debido a que los contaminantes son arrastrados a lo largo del trayecto de los ríos y depositada en los lechos lacustres, siendo reportados niveles elevados de metales pesados en el fondo, en algas, ostras y peces de consumo humano, tal como sucede en muchas lagunas de agua salobre en México, Nigeria, Egipto, en donde se han realizado estudios del suelo, plantas, agua y tejidos animales, encontrando niveles elevados para metales pesados por encima de lo permitido por sus sistemas de salud y control ambiental en cada una de las naciones.

## Medicina

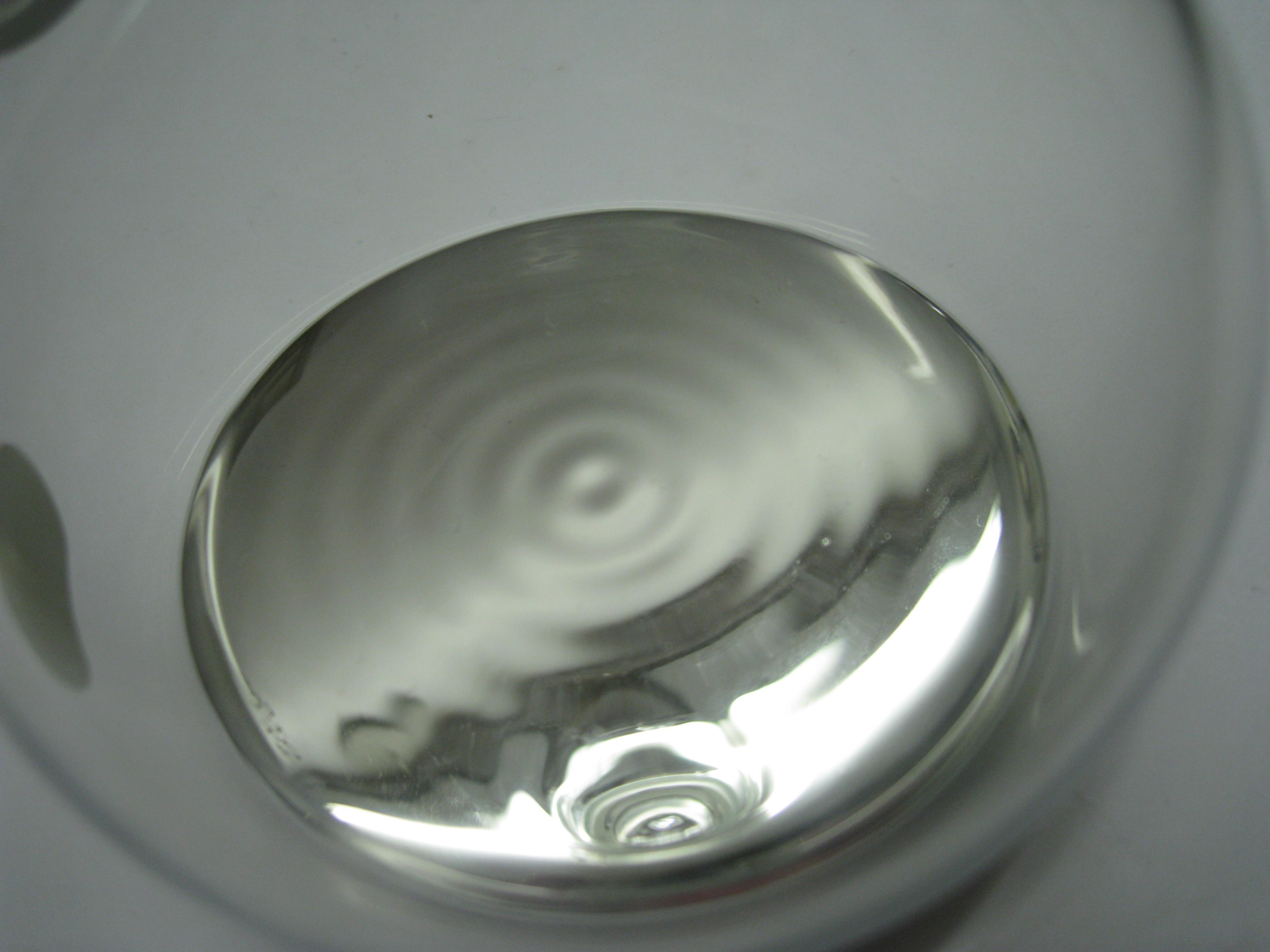
Mercurio

En el uso médico, los metales pesados están pobremente definidos e incluyen a todos los metales tóxicos indistintamente de su peso atómico: los "envenenamientos por metales pesados" pueden incluir excesiva cantidad de hierro, manganeso, aluminio, mercurio, cadmio, o berilio (el cuarto elemento más liviano) o algunos como el semimetal arsénico. Esta definición puede incluir al bismuto como metal pesado, el más denso de los elementos estables, pese a su baja toxicidad.

En los vertebrados el aparato de Golgi es el encargado de secuestrar los metales pesados, por medio de las llamadas metalotioneínas. 
La enfermedad de Minamata se da como resultado del envenenamiento por mercurio, la enfermedad itai-itai por envenenamiento con cadmio, y el saturnismo como envenenamiento con plomo.

## Mercancías peligrosas
Los metales pesados en mercancías peligrosas son clasificados en su mayoría como "Clase 9: Materias y objetos que presentan peligros diversos" en el modelo de la ONU de clases de peligro, pero algunas veces mientras son transportados se los etiqueta como "Clase 6.1: Materias tóxicas".

## Tecnología nuclear
El Burnup (combustible utilizable) del combustible nuclear, es expresado en gigavatio día por tonelada métrica de metales pesados, donde metales pesados significa actínidos como el torio, uranio, plutonio, etc., incluyendo material fisible y material fértil . Y no incluye elementos como el oxígeno agregado al material combustible, o material de revestimiento como el circonio, que puede ser considerado un metal pesado por otros estándares.

## Normativa

### España
En España, la normativa que regula los Niveles Genéricos de Referencia es el Real Decreto por el que se establece la relación de actividades potencialmente contaminantes del suelo y los criterios y estándares para la declaración de suelos contaminados.